# Abserviert – Strand, Spaß und Sonne!
Abserviert – Strand, Spaß und Sonne! (Originaltitel: Larguées) ist ein französischer Film aus dem Jahre 2018. Regie führte Eloïse Lang.

## Handlung
Die Schwestern Alice und Rose leben in Paris und sind sehr verschieden. Während Alice eine eigene Familie und den Alltag einer Mittelklassefamilie bestreitet, ist Rose eine Exzentrikerin und noch alleinstehend. Zusammen mit ihrer Mutter Françoise die im Alter verbittert und zynisch geworden ist, unternehmen sie eine Reise in einen Ferienklub auf Réunion, um dort den 60. Geburtstag von Françoise zu feiern.
Nach der Ankunft beginnt Rose eine Affäre mit dem Animateur Thierry, zudem sie abends immer in dessen Hütte kommt. Dort amüsieren sich die beiden und Thierry fertigt Bleistiftzeichnungen von Rose an. Indessen bezahlt Alice Thierry dafür, dass er ihre Mutter aufheitert und er fordert sie an einem Karaokeabend zu einem Duett auf. Thierry entwickelt Interesse an Françoise, gleichzeitig freundet sich Rose mit dem Sohn eines anderen Urlaubsgastes an, der verwitwet ist.
Françoise blüht während der Ferien auf, aber Rose nimmt es Thierry übel, dass er sich fortan nur noch für ihre Mutter interessiert. Es kommt zum Zerwürfnis zwischen den beiden. Bei einem spontanen Bootsausflug kommen sich Alice, Rose und der Junge näher und sie überwinden ihre Differenzen. Als die beiden Schwestern zurückkommen, ist Françoise zunächst verärgert über den unangekündigten Ausflug, es gelingt den dreien aber, ein harmonischer Ausklang ihrer Reise.

## Kritik
„Sommerliche Komödie, die trotz des ernsten Ausgangspunktes überwiegend leicht gehalten ist. Mit Slapstick und spitzem Wortwitz hält sie den Anspruch überschaubar, die Gag-Dichte aber recht hoch, und bietet ihren Darstellerinnen dankbare Rollen.“